# Хойхольт, Мальте
Мальте Хойхольт (дат. Malthe Højholt; род. 16 апреля 2001, Йёрринг, Северная Ютландия) — датский футболист, полузащитник клуба «Ольборг».

## Клубная карьера
Хойхольт — воспитанник клубов «Йёрринг» и «Ольборг». 20 июня 2020 года в матче против «Норшелланна» он дебютировал в датской Суперлиге в составе последних. В 2023 году клуб вылетел в Первый дивизион, но игрок остался в команде и спустя год помог ей вернуться обратно. 28 июля 2024 года в поединке против «Силькеборга» Мальте забил свой первый гол за «Ольборг».